# آب‌برده (اسماعیلی)
آب‌برده (اسماعیلی)، روستایی از توابع بخش اسماعیلی شهرستان جیرفت در استان کرمان ایران است.

## جمعیت
این روستا در دهستان حسین‌آباد (جیرفت) قرار دارد. براساس سرشماری مرکز آمار ایران در سال ۱۳۸۵، جمعیت آن ۲۱۰ نفر (۴۴ خانوار) و براساس سرشماری مرکز آمار ایران در سال ۱۳۹۵، جمعیت آن ۲۸۸ نفر (۹۴ خانوار) بوده‌است.